# Music of the Night
Music of the Night (hay The Broadway Album) là album phòng thu của ca sĩ Đức Tuấn, được phát hành vào tháng 7 năm 2009 bởi Hãng phim Phương Nam. Album bao gồm 11 ca khúc là thành quả thu được sau quá trình tìm tòi đột phá của cá nhân Đức Tuấn, trực tiếp đưa nhạc kịch Broadway tới với công chúng yêu nhạc cả nước thông qua các tác phẩm opera kinh điển của thế giới.
Liveshow cùng tên được diễn ra vào cuối năm 2009 với ê-kíp thực hiện hầu hết là các nghệ sĩ nước ngoài, đạo diễn bởi Tất My Loan, biên đạo múa nghệ sĩ Tấn Lộc và chỉ huy dàn nhạc bởi Paul Bateman.

## Các giai điệu được sử dụng
1. "Memory", màn II, trích từ nhạc kịch Cats.
2. "This Is the Moment", màn I, trích từ nhạc kịch Bác sĩ Jekyll và ông Hyde.
3. "Sunset Boulevard", màn II, trích từ nhạc kịch Sunset Boulevard.
4. "Love Changes Everything", màn I, trích từ nhạc kịch Aspects of Love.
5. "Any Dream Will Do", màn I, trích từ nhạc kịch Joseph and the Amazing Technicolor Dreamcoat.
6. "Man of La Mancha: I, Don Quixote", trích từ nhạc kịch Man of La Mancha.
7. "The Impossible Dream", trích từ nhạc kịch Man of La Mancha.
8. "Empty Chairs at Empty Tables", màn II, trích từ nhạc kịch Những người khốn khổ.
9. "Le Temps des Cathédrales", màn I, trích từ nhạc kịch Thằng gù nhà thờ Đức bà.
10. "The Phantom of the Opera", màn I, trích từ nhạc kịch Bóng ma trong nhà hát.
11. "Music of the Night", màn I, trích từ nhạc kịch Bóng ma trong nhà hát.

## Danh sách ca khúc
| STT | Nhan đề                                                    | Sáng tác                                         | Thời lượng |
| --- | ---------------------------------------------------------- | ------------------------------------------------ | ---------- |
| 1.  | "Memory"                                                   | Andrew Lloyd Webber và Trevor Nunn               | 4:33       |
| 2.  | "This Is the Moment"                                       | Frank Wildhorn và Leslie Bricusse                | 3:21       |
| 3.  | "Sunset Boulevard"                                         | Lloyd Webber                                     | 3:09       |
| 4.  | "Love Changes Everything"                                  | Lloyd Webber, Don Black và Charles Hart          | 3:30       |
| 5.  | "Any Dream Will Do"                                        | Lloyd Webber và Tim Rice                         | 3:41       |
| 6.  | "Man of La Mancha"                                         | Mitch Leigh và Joe Darion                        | 3:01       |
| 7.  | "The Impossible Dream"                                     | Leigh và Darion                                  | 4:04       |
| 8.  | "Empty Chairs at Empty Tables"                             | Claude-Michel Schönberg và Herbert Kretzmer      | 1:30       |
| 9.  | "Le Temps des Cathédrales"                                 | Riccardo Cocciante và Luc Plamondon              | 3:44       |
| 10. | "The Phantom of the Opera" (hợp tác với Geneviève Charest) | Lloyd Webber, Hart, Richard Stilgoe và Mike Batt | 4:40       |
| 11. | "Music of the Night"                                       | Lloyd Webber và Hart                             | 4:56       |

## DVD
Live show được tổ chức tại nhà hát Thành phố Hồ Chí Minh ngày 28 tháng 11 năm 2009. DVD được hãng phim Phương Nam biên tập:
- Nhà sản xuất điều hành: Danny Đặng, Lê Lam Viên, Phan Thị Lệ
- Nhạc trưởng: Trần Vương Thạch, Paul Bateman
- Chủ ca đoàn: Trần Nhật Minh
- Giám sát sản xuất hậu kỳ: Nguyễn Thị Ngọc Trâm
- Đạo diễn sân khấu: Tất My Loan

### Danh sách ca khúc trình diễn trong liveshow
| STT | Ca khúc                                  | Thể hiện với                  |
| --- | ---------------------------------------- | ----------------------------- |
| 1   | Anytime, anywhere                        | solo                          |
| 2   | Can't Take My Eyes Of You                | solo                          |
| 3   | Sunset Boulevard                         | solo                          |
| 4   | Man Of LA Mancha (The Impossible Dream)  | solo                          |
| 5   | Evita (Oh What A Circus!)                | solo                          |
| 6   | Aspect Of Love (Love Changes Everything) | Ngọc Tuyền                    |
| 7   | The Phantom of the Opera                 | Geneviève Charest             |
| 8   | All I Ask Of You                         | Geneviève Charest             |
| 9   | Music Of The Night                       | solo                          |
| 10  | Les Misérables (I Dream A Dream)         | solo                          |
| 11  | Our Love                                 | Ngọc Tuyền, Geneviève Charest |

## Đón nhận của công chúng
Liveshow và album đều được khán giả và giới chuyên môn đánh giá rất cao, được coi là một trong những sản phẩm âm nhạc xuất sắc nhất năm 2009 của âm nhạc Việt Nam. Tại Giải thưởng âm nhạc Cống hiến lần thứ 5, Music of the Night giúp Đức Tuấn có được 3 đề cử mà trong đó anh giành được cú đúp "Ca sĩ của năm" và "Album của năm".